# Município de Bloom (condado de Scioto, Ohio)
O município de Bloom (em inglês: Bloom Township) é um município localizado no condado de Scioto no estado estadounidense de Ohio. No ano 2010 tinha uma população de 3235 habitantes e uma densidade populacional de 25,64 pessoas por km².

## Geografia
O município de Bloom encontra-se localizado nas coordenadas 38° 48′ 24″ N, 82° 43′ 28″ O. Segundo a Departamento do Censo dos Estados Unidos, o município tem uma superfície total de 126.19 km², da qual 125,91 km² correspondem a terra firme e (0,22 %) 0,28 km² é água.

## Demografia
Segundo o censo de 2010, tinha 3235 pessoas residindo no município de Bloom. A densidade de população era de 25,64 hab./km².